# 青根洋館
青根洋館（あおねようかん）は、宮城県柴田郡川崎町青根温泉にある木造西洋館。蔵王連峰から直線距離にして東へ10キロメートルの位置、国道457号線沿いに建つ。カフェや資料館を兼ねる観光案内所である。

## 概要
青根洋館は、明治末期に東北学院と仙台教会の発展に伴い来日した宣教師たちの住宅として、当初は仙台市青葉区米ヶ袋上丁に建設された。
その後、1959年（昭和34年）に川崎町青根温泉地内に解体移築され、更に2002年（平成14年）に現在地に資料館として移築復元された。
1階には観光案内所と喫茶室があり、2階には仙台藩主伊達家の御殿湯として栄えた青根温泉の歴史に関する資料や、作曲家の古賀政男が愛用した楽器や楽譜などの遺品が展示されている。
古賀は1928年（昭和3年）、青根温泉で自殺を図ったが未遂に終わり、同時に『影を慕いて』の着想を得たという。

## 入館料
- 無料 喫茶室は有料

## アクセス
- 東北新幹線・白石蔵王駅より車で40分
- 東北本線・白石駅より車で40分
- 駐車場 隣りの青根温泉街駐車場を利用　無料:普通車50台・大型バス駐車も可